# Red de Carreteras de Navarra

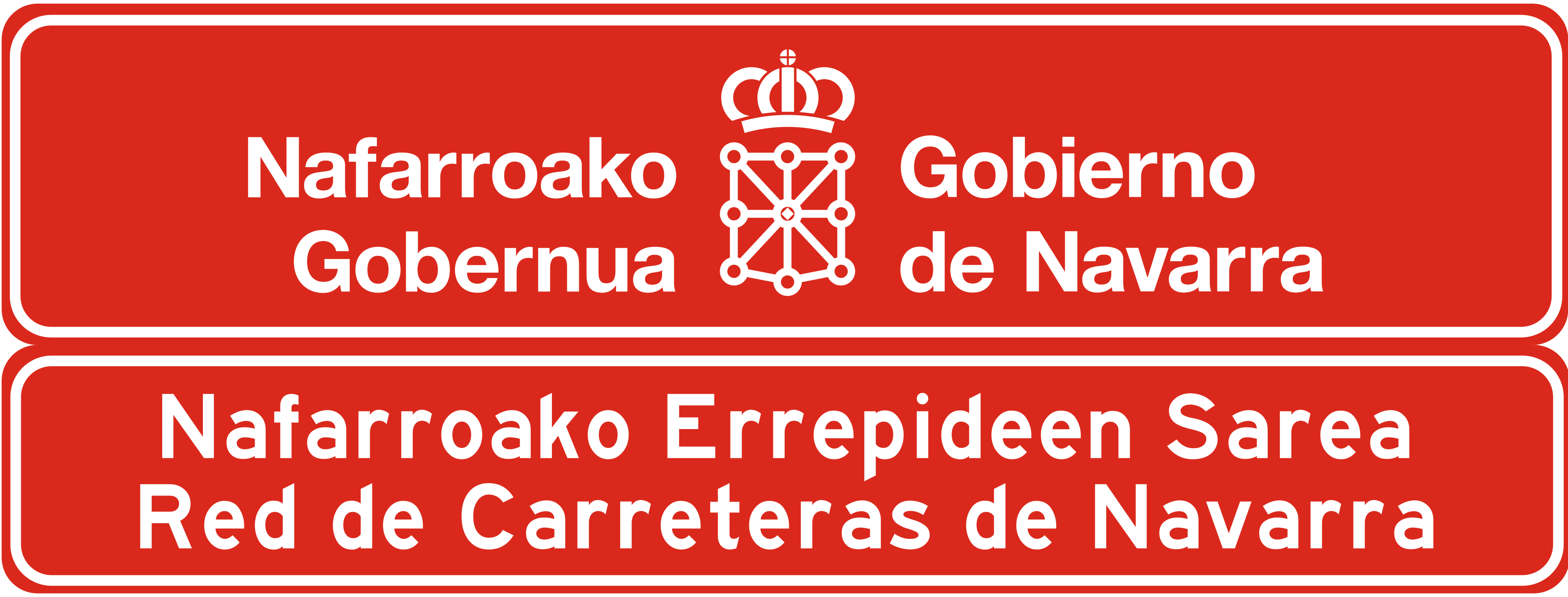
Señal de confirmación en la Red de Carreteras de Navarra

La Red de Carreteras de Navarra (en euskera: Nafarroako Errepideen Sarea) forma parte de la Red de carreteras de España y está constituida por las carreteras que discurren por el territorio de la Comunidad Foral de Navarra, no están comprendidas en la Red de Carreteras del Estado y se encuentran incluidas en el Catálogo de Carreteras de Navarra.
El Gobierno de Navarra es el titular de toda la red viaria que discurre por el territorio de Navarra, a excepción de la Autopista Vasco-Aragonesa AP-68, que forma parte de la Red de Carreteras del Estado, competencia del Ministerio de Fomento según la Ley 37/2015 de Carreteras.

## Ley de Carreteras de Navarra
La Ley Foral 5/2007, de 23 de marzo, de Carreteras de Navarra es el actual marco jurídico que regula el dominio público viario de la Comunidad Foral de Navarra. La Administración de la Comunidad Foral de Navarra es responsable del servicio público viario, así como del debido ejercicio de las facultades y prerrogativas que le reconoce esta Ley Foral.

### Perspectiva histórica
Navarra, con arreglo a su régimen foral y como consecuencia de su régimen privativo en esta materia, ha venido ejerciendo históricamente facultades y competencias plenas tanto en construcción y financiación como en conservación en materia de caminos y carreteras. Las reales Cédulas emitidas en 1783 y 1784 por el Rey Carlos III fueron el germen de la adquisición de las competencias por parte de la administración foral en materia de caminos. Posteriormente, con la constitución de 1978 y la LORAFNA, se publica la Ley Foral 11/1986, de 10 de octubre, de defensa de las Carreteras de Navarra. Esta última ley se hace insuficiente para la correcta gestión de una red de carreteras en pleno proceso de modernización, por lo que en el año 2007 el Parlamento de Navarra aprueba la actual ley en vigor, 5/2007, de 23 de marzo, de Carreteras de Navarra.

### La Ley
El nuevo texto (...) busca ser un instrumento útil, que ayude realmente a la adecuada gestión de la extensa Red de Carreteras de Navarra, la cual redunda en una mejor prestación del servicio público viario y atención a los ciudadanos usuarios de las carreteras.

Este propósito (...) queda plasmado de manera inequívoca a lo largo de todo el texto con la regulación de la planificación, proyección, financiación y construcción del dominio público viario de la Administración de la Comunidad Foral de Navarra, así como de su explotación y defensa.
LEY FORAL 5/2007, de 23 de marzo, de Carreteras de Navarra

La Ley se divide en siete títulos, cada uno de ellos dedicado a las siguientes funciones: 
- Título I: Objeto y finalidad de la Ley Foral.
- Título II: Planificación, proyección y construcción de las carreteras.
- Título III: Financiación de las actuaciones y a la explotación del dominio público viario.
- Título IV: Régimen para la protección del dominio público viario.
- Título V: Tramos urbanos y a las travesías de las carreteras.
- Título VI: Pautas para optimizar la coordinación y cooperación entre la Administración de la Comunidad Foral de Navarra con el resto de administraciones.
- Título VII: Régimen sancionador.

La Ley encomienda al Gobierno Foral a publicar periódicamente una actualización del catálogo de carreteras y travesías de Navarra. El último ha sido publicado en el año 2022 mediante la Orden Foral 39/2022, de 22 de junio. Dicho listado puede ser consultado en cada uno de los anexos al presente artículo.

## Clasificación de la red
La Red de Carreteras de Navarra se clasifica en:
- Vías de Gran Capacidad:
  - Eurorrutas. El identificador tiene el formato  E-?  /  E-??  /  E-??? .
  - Autopistas. El identificador tiene el formato  AP-??  si es de peaje o   A-??  si es libre de peaje.
  - Autovías. El identificador tiene el formato  A-?? .
  - Vías Desdobladas. El identificador tiene el formato  PA-??  en las vías de Acceso y Circunvalación de Pamplona y  NA-??  en las vías Desdobladas fuera de Pamplona.
  - Carreteras de Altas Prestaciones. El identificador tiene el formato  N-???  y su ancho es de tres carriles mínimo.

- Carreteras Convencionales:
  - Carreteras de Interés General. El identificador tiene el formato  N-??? .
  - Carreteras de Interés de la Comunidad Foral. El identificador tiene el formato  NA-??? 
  - Carreteras Locales. El identificador tiene el formato  NA-????

### Vías de Gran Capacidad
Las Vías de Gran Capacidad son competencia del Gobierno de Navarra pero mantienen la nomenclatura establecida por el Ministerio de Fomento (gobierno estatal).

#### Eurorrutas
Las Eurorrutas o Carreteras Europeas son carreteras que, con la nomenclatura asignada por la Comisión Económica de las Naciones Unidas para Europa (UNECE), unen destinos europeos, aunque en Navarra, van adjuntas a autopistas o autovías.

#### Autopistas y autovía

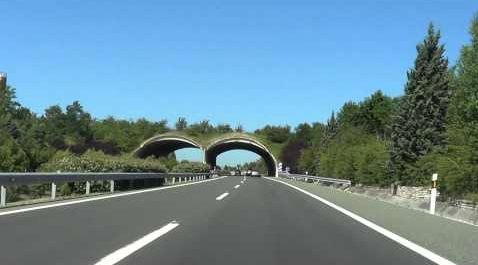
A-10 a su paso por Lakuntza

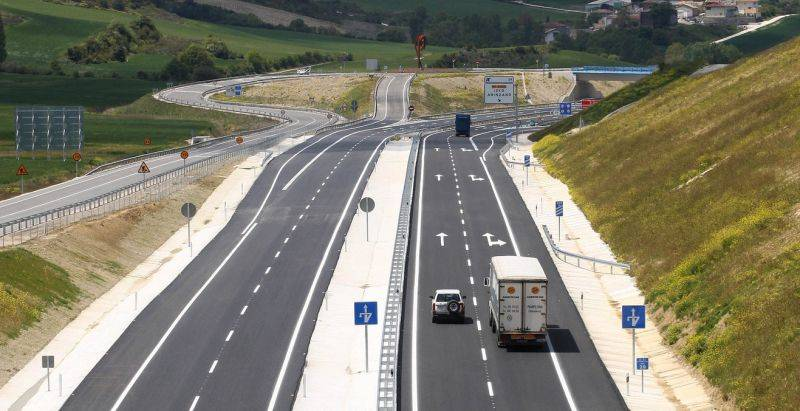
A-21 a su paso por Izco

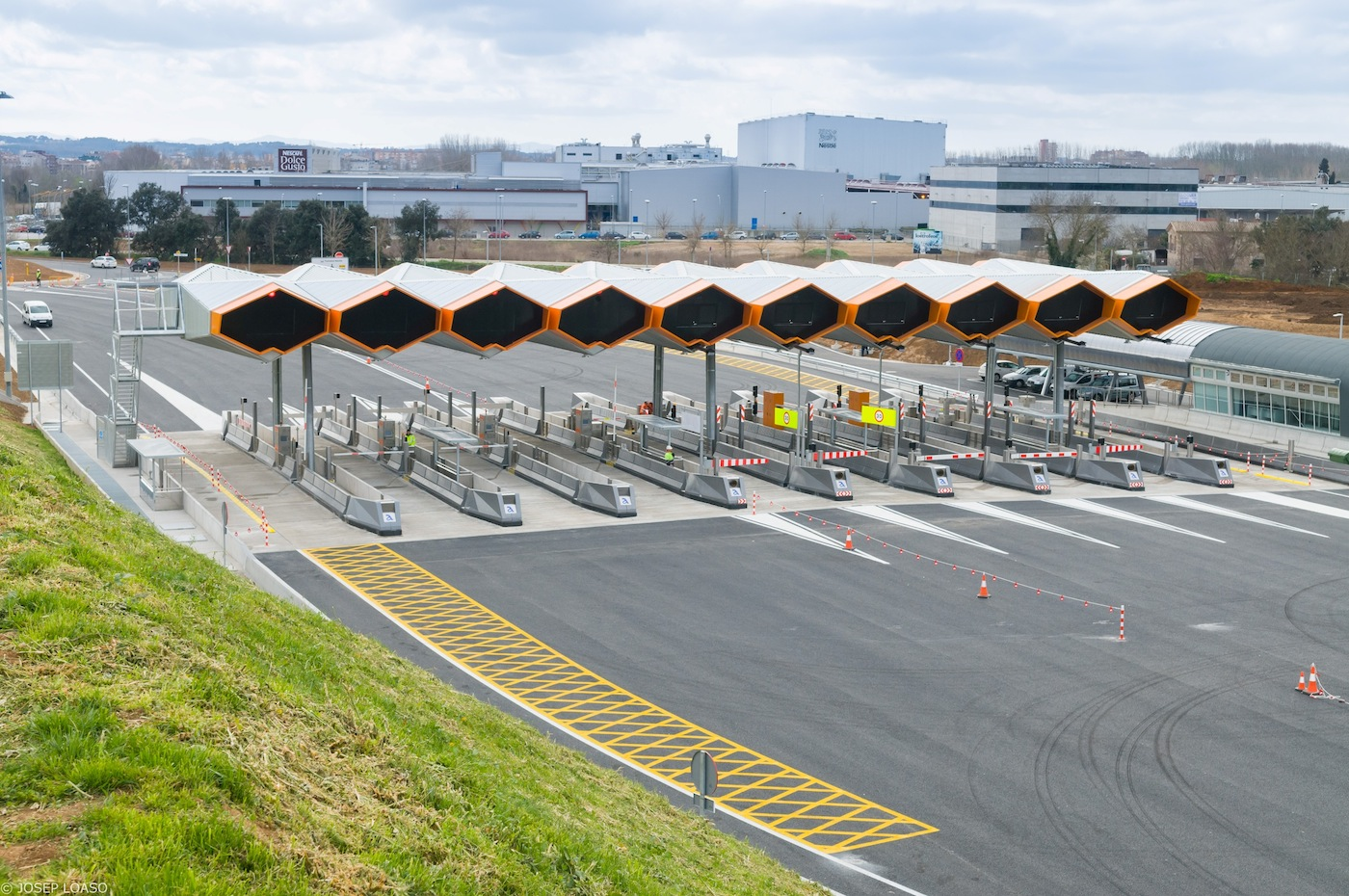
Peaje de la AP-15 en Tajonar

Las Autopistas, corresponden el 41% de las vías rápidas en Navarra. La red consta de dos autopistas actualmente: la Autopista de Navarra, de peaje salvo en la variante de Tafalla, y la Ronda de Pamplona Oeste, libre de peaje. Esta última supone una solución de continuidad de la primera. 
Según la Ley Foral de carreteras, las autopistas y autovías son las carreteras que están especialmente proyectadas para la exclusiva circulación de vehículos automóviles. Ambos tipos de vía constan de distintas calzadas para cada sentido de circulación, separadas entre sí, no cruzan ni son cruzadas al mismo nivel por otra vía de comunicación y están valladas en toda su longitud, pero las autovías, a diferencia de las autopistas, sí pueden tener acceso directo a las propiedades colindantes a las mismas.
La red de Autovías de Navarra está compuesta principalmente por autovías con peaje en sombra. Es el Gobierno de Navarra el que las mantiene.

#### Vías Desdobladas

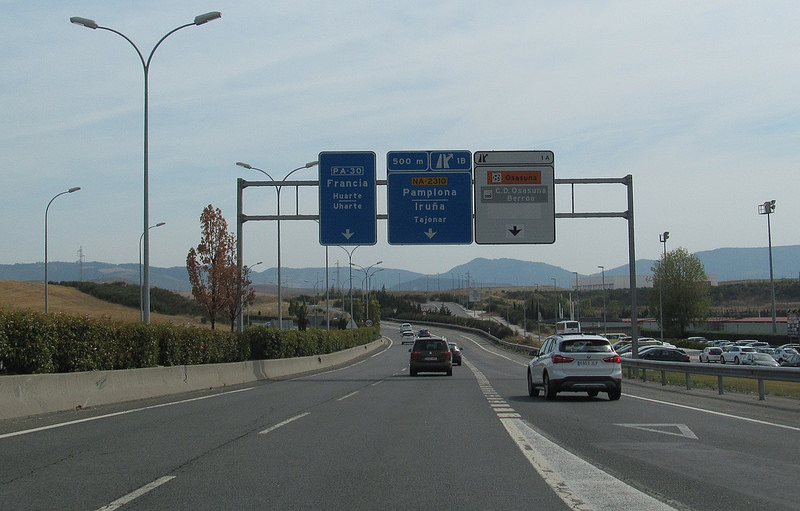
PA-30 a su paso por Tajonar

Vías desdobladas son las carreteras, en general de carácter urbano, con distintas calzadas para cada sentido de circulación, con intersecciones generalmente de tipo rotonda y que pueden ser cruzadas a nivel por pasos de peatones o vías ciclistas. 
Todas vías desdobladas de la red se encuentran actualmente en la Comarca de Pamplona. Sirven tanto de vía de circunvalación de la ciudad, como de vía de enlace entre esta última y los núcleos urbanos y polígonos industriales.

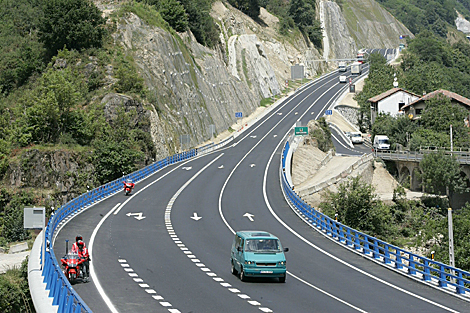
N-121-A a su paso por Endarlatsa

#### Carreteras de Altas Prestaciones
Las carreteras de altas prestaciones del Gobierno de Navarra son aquellas que, sin ser autovías o autopistas, soportan un gran tráfico de vehículos y tienen extensiones de carriles. Son de calzada única, pudiendo disponerse de elementos de separación para los dos sentidos del tráfico. A diferencia de las autovías y autopistas, no están valladas y la limitación de acceso a propiedades colindantes es parcial. Las intersecciones con otras carreteras serán, en cambio, mediante enlaces a distinto nivel preferentemente.
Actualmente las únicas vías que cumplen estos requisitos son algunos de los tramos de la Carretera Pamplona-Behobia.

### Carreteras Convencionales
Las carreteras convencionales son vías de doble dirección y calzada única, con intersecciones en el mismo nivel y sin vallado longitudinal. No tienen limitación de accesos desde las propiedades colindantes.

#### Carreteras de Interés General

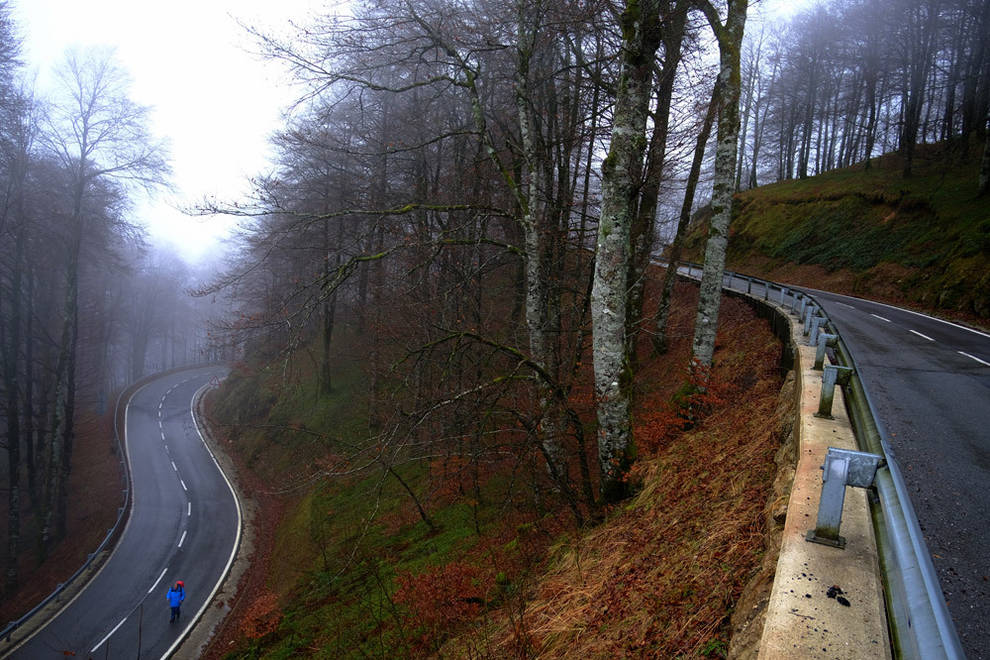
N-135 a su paso por Ibañeta

Las carreteras de interés general pretenden intercomunicar Navarra con el resto de las demás comunidades autónomas de España y con Francia. A pesar de que su titularidad y gestión son competencia del Gobierno de Navarra, la mayoría de ellas mantienen la nomenclatura histórica establecida por el Gobierno de España. Son, en general, vías con alto volumen de tráfico.

#### Carreteras de Interés de la Comunidad Foral

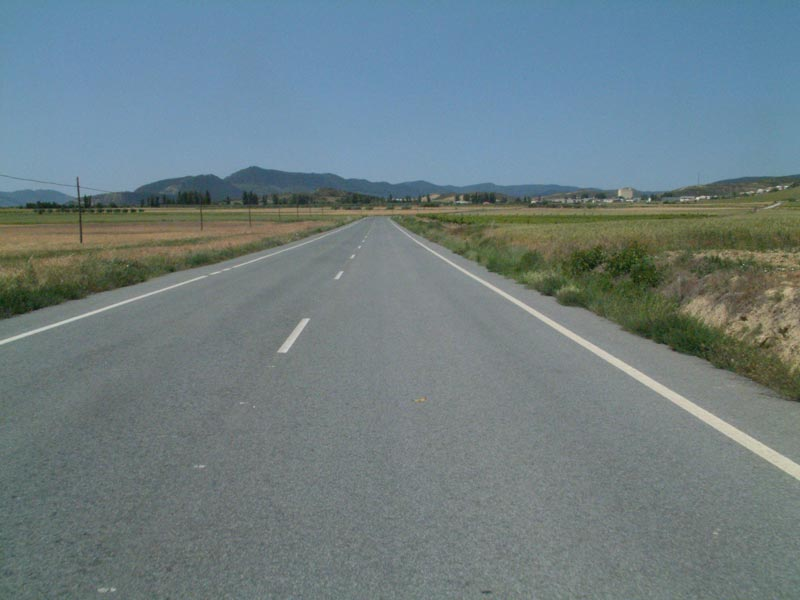
NA-132 dirección Estella

Las Carreteras de Interés de la Comunidad Foral de Navarra son aquellas que sin ser de interés general, estructuran internamente el territorio de la Comunidad Foral de Navarra, así como las que vertebran las conexiones con comunidades autónomas limítrofes.

#### Carreteras Locales
Las Carreteras Locales de Navarra son aquellas que conforman la red capilar de comunicaciones en la Comunidad Foral de Navarra, permitiendo la conexión entre carreteras de nivel superior y el acceso a núcleos de población, así como las conexiones no estructurantes con territorios limítrofes con otras comunidades autónomas.